# كونداليني

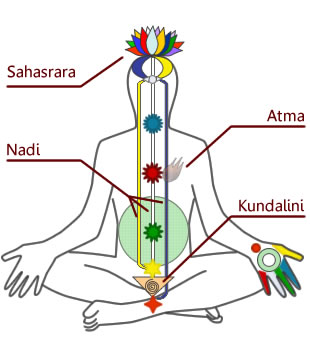
الكُندَليني، الشاكرات، ونادي (قنوات روحية)
اليمين من الأعلى:
1- أتما
2- الكُندَليني
اليسار من الأعلى:
3- شاكرا ساهسرارا
4- النادي (قنوات روحية لتوصيل الطاقة)

الكُندَليني أو (نقحرة: كونداليني) (بالإنجليزية: Kundalini، بالسنسكريتية: कुण्डलिनी، النطق:  «حيَّة مُلتفَّة») في الهندوسية هي شكل من أشكال الطاقة الأنثوية الإلهية (أو شاكتي) يُعتقد أنها تقع في قاعدة العمود الفقري، عند شاكرا مولادارا. إنه مفهوم مهم في شيفا تانترا، حيث يعتقد أنها قوة أو طاقة مرتبطة بالأنوثة الإلهية. هذه الطاقة، عندما يتم تهيئتها وإيقاظها من خلال ممارسة التانترا، يُعتقد أنها تؤدي إلى التحرر الروحي (موكشا). ترتبط الكُندَليني بآدي باراشاكتي، الكائن الأسمى في الشاكتية؛ ومع الإلهين بهايرفي وكوبجيكا. المصطلح «كُندَليني»، إلى جانب الممارسات المرتبطة به، تم اعتماده في هاثا يوغا في القرن التاسع.
تم وصف يقظة الكُندَليني بأنها تحدث عن طريق مجموعة متنوعة من الأساليب. تركز العديد من ممارسات اليوغا على إيقاظ الكُندَليني من خلال: التأمل، والتنفس، براناياما، وممارسة أسانا، وترديد المانترا. تأثرت كُندَليني يوغا بمدارس الشاكتية والتانترا في الهندوسية. إنها تستمد اسمها من تركيزها على إيقاظ طاقة الكُندَليني من خلال الممارسة المنتظمة للمانترا أو التانترا أو يانترا أو أساناس أو التأمل. ذُكر، بشكل كثير ومتكرر، أن تجربة تدفق طاقة الكُندَليني تعطي شعورًا مميزًا، حيث يُشعر بأن طاقة كهربية تنساب على طول العمود الفقري.
تعامل بعض ممثلي علم النفس الغربي المبكر أيضًا مع ظاهرة كُندَليني، وخاصة عالم النفس السويسري كارل جوستاف يونج. ومن أجل تنشيط هذه الطاقة الأثيرية «الفيزيائية»، تم تطوير العديد من الطرق، مثل كُندَليني يوغا Kundalini Yoga. في المرحلة الأولى، يحاول المعلم تدريب المريد أو الطالب وتنقية نمط الحياة والتغذية والسلوك والشخصية من خلال التأمل والممارسات المماثلة، والتي يمكن أن تكون مختلفة جدًا من مدرسة إلى أخرى. في بعض الأحيان تعلن الذات العليا عن إيقاظ كُندَليني من خلال الأحلام. وهي حالة تصفها التانترا بأنها تحدث بصورة عفوية لا إرادية.

## تاريخ المصطلح
كلمة «كوندا» (ومؤنثها «كُندَليني») تعني المُلتف في شكل حلقة أو لولب؛ وهذا الالتفاف يرمز إلى «الوضع الجنيني» أو إلى «الذي لم يتطور بعد». وقد ذُكِرَ مفهوم الكُندَليني في الأوبانيشاد في القرنين التاسع والسابع قبل الميلاد. الصفة السنسكريتية كُندَليني تعني «مستدير، حلقي». يُذكر اسم «ثعبان» (بمعنى «ملتف») في تاريخ راجاتارانجيني القرن الثاني عشر. تم العثور على كوندا Kuṇḍa (اسم يعني «وعاء، وعاء الماء» كاسم ناغا (إله الثعبان) في مهابهاراتا 1.4828). ويستخدم تانتراسادبهافا تانترا من القرن الثامن مصطلح كوندالي بمعنى («خاتم، سوار؛ ملتف (حبل ملتف)»).
غالبًا ما يظهر استخدام كوندالي كاسم للإلهة دورغا (شكل من أشكال شاكتي) في التانترا والشاكتيزم منذ القرن الحادي عشر في أداراداتيلاكا. تم اعتماده كمصطلح تقني في هاثا يوغا خلال القرن الخامس عشر، وأصبح يستخدم على نطاق واسع في اليوغا أوبانيشاد بحلول القرن السادس عشر. قام إكناث إيسواران بإعادة صياغة المصطلح على أنه «القوة الملتفة»، وهي القوة التي تقع عادة في قاعدة العمود الفقري، والتي توصف بأنها «ملتفة هناك مثل الثعبان».
وإنَّ الكُندَليني هي غدة «مركز القوة» والتي تقع خلف الأعضاء التناسلية، وإن هدف الهاثا يوغا هو إثارة «القوة الأفعوانية» للكُندَليني ودفعها للنهوض بقوة عظيمة عبر الشاكرات الأخرى أو «عجلات القوة»، وإحداث استنارة الوعي في الرأس (سامادي Samadhi). وكُندَليني في الأساطير الهندوسية، طاقة إلهية وهي تجسيد للقوة الخفية للوجود. هذه القوة الخفية في أسفل العمود الفقري تشبه ثعبان جاهز للقفز. صحوة كُندَليني بعبارات غامضة تعني «التحرير» (Mukshe).

## مفهوم ووصف
يرى الدكتور خزعل الماجدي أنَّ الكُندَليني Kundalini هو تدفق الطاقة من خلال جذع الشاكرا، حيث تحفظ هذه الطاقة الروح من الولادة وحتى سن البلوغ حين تبدأ مراكز الشاكرا لفتح وإعداد النفس والجسد المادي للعمل والحياة، وهو ما يساعد في عملية الكارما والدروس الروحية. ويرى ديفيد هاوكينز أنَّ الكُندَليني هي طاقة روحية؛ فهي مرتبطة بتفتح ذهن الإنسان وزيادة وعيه وذلك حينما تصل هذه الطاقة الروحية شاكرا التاج والتي يسميها (وعي الله) التي تصيب الأجسام الروحية، وأيضا، أنَّ هذه الطاقة الروحية تُشعر الإنسان بمنتهى السعادة.
إنَّ الكُندَليني هي «قوة مقدسة» وهي قديمة ومستقرة، وتدعى، أيضًا، قوة الأفعى The serpent power، تستقر في نهاية العمود الفقري من جسم الإنسان. واسم كُندَليني يعني تيار الطاقة الذي يسري عبر الجسم البشري ويستوطن في مؤخرة وأسفل الظهر. وإن «الكوندالينى» هو مصطلح مشتق من الكلمة السنسكريتية Kunda، وتعنى «لفائف» أو «دوامة»، وهى شكل مكثف ومُتفجّر من الطاقة التي تكون ساكنة في أول وأدنى الشاكرات السبعة «أو مراكز الطاقة»، والتى تُسمى مولادارا. عندما تنتقل هذه الطاقة لتصل إلى الشاكرا العُليا، بالقُرب من قمة الرأس «شاكرا التاج»، فإنَّها تؤدي إلى الاستيقاظ الروحي.
ثعبان الكُندَليني Kundalini (الشبقي) في مذهب الطرية الصينية التانترا (Tantrisme) وهو مذهب يعبد أصحابه أزواج الآله، شاكتي (Shakti). وعندما ينام يلتف حول العمود الفقري ليصبح أشبه شيء بالدولاب يقفل فتحة القضيب.
وكلمة «كُندَليني» تعني «منعقدة» مثل الأقراط والأساور وآذان السمك أو أي شكل حلزوني. يشير كُندَليني إلى القوة الإبداعية لشاكتي. شاكتي هي قوة إبداعية أنثوية في الأساس. زوجة ذات قوة خلاقة.
وفقًا لوليام ف. ويليامز، فإن كُندَليني هو نوع من الخبرة الدينية ضمن التقاليد الهندوسية، حيث يُعتقد أنه نوع من «الطاقة الكونية» التي تتراكم في قاعدة العمود الفقري.
عند الاستيقاظ، توصف كُندَليني بأنها ترتفع من شاكرا مولادارا، عبر النادي المركزي (يسمى سوشومنا) داخل أو على طول العمود الفقري يصل إلى أعلى الرأس. يُعتقد أن تقدم كُندَليني من خلال الشاكرات المختلفة يحقق مستويات مختلفة من الاستيقاظ وتجربة صوفية، حتى تصل أخيرًا إلى قمة الرأس، ساهسرارا أوشاكرا التاج، مما ينتج عنه تحول عميق للغاية في الوعي.
ذكر سوامي سيفاناندا ساراسواتي من جمعية الحياة الإلهية في كتابه كُندَليني يوغا Kundalini Yoga أن «الرؤى الفائقة الحسية تُظهر أمام العين العقلية للمريد، عوالم جديدة مع عجائب وسحر لا توصف.. الممارس واليوغي يحصلان على المعرفة الإلهية والسلطة والنعيم، بدرجات متزايدة، عندما تمر كُندَليني عبر شاكرا بعد شاكرا، مما يجعلهم يتفتحون في كل مجدهم...».
وتشير التقارير حول تقنية ساهاجا يوغا Sahaja Yoga في صحوة كُندَليني إلى أن الممارسة يمكن أن تؤدي إلى نسيم بارد يُشعر به في أطراف الأصابع وكذلك منطقة عظم اليافوخ.

### الطاقة الكونية
عند قاعدة العمود الفقري، ترقد كرة ملتفة على ذاتها هي طاقة كونية، تسميها التعاليم الشرقية كُندَليني. تظل هذه الطاقة الكونية، لدى غالبية الناس، غافلة وكامنة، مثل كتلة كهرباء سكونية، تصون ذاتها وتخفي، في ذاتها، قدرتها العظيمة. ووفق ما تحدثنا التعاليم الشرقية، تعتبر كوندالینی نارا تصعد لولبيا انطلاقا من الكرة الموجودة في قاعدة العمود الفقري. وهكذا، يعد هذا الصعود اللولبي الرحلة التي تستهلها الطاقة باتجاه الأعلى لتصل إلى الرأس، وتحدث الهدوء والراحة.
في داخل الرأس، توجد الغدة الصنوبرية والغدة النخامية اللتان تمثلان الغاية التي تتوخاها الرحلة التي تقوم بها كُندَليني. وبين كُندَليني، الكائنة عند قاعة العمود الفقري، وهاتين الغدتين، يوجد مسلكان آخران للطاقة أو قناتان أثيريتان:
الأولى - قناة أثيرية، أو طريق لقدرة مركزة تقع إلى يسار النخاع الشوكي الأثيري. وتكون قطبيتها أنثوية أو سالبة. وفي رحلتها باتجاه الأعلى، تحمل هذه القناة الطاقة إلى الغدة النخامية، وتتصل بالمنخر الأيسر. وتجذب هذه القناة المعدَّة لحمل الطاقة الأنثوية قوى الأثير السالبة من الأرض باتجاه الأعلى.
الثانية - قناة أثيرية، أو طريق لقدرة قطبية موجية مركزة تقع إلى يمين النخاع الشوکی. تنطلق هذه الطاقة من قاعدة العمود الفقري لتصل إلى الغدة الصنوبرية وإلى الغدة النخامية الواقعتين في الرأس. وتكون هذه القناة على صلة بالمنخر الأيمن. وتعد هذه القناة الأثيرية المظهر الذكري أو الموجب للطاقة. وتنقل هذه القناة قدرة الأثير الموجبة المنبثقة من الشمس.
لما كانت القوة السالبة والموجبة للأثير متوازيتين فإنهما تعملان بانسجام وتناغم. وتتقاطع هاتان القناتان للطاقة الموجبة والسالبة عند نقاط التقاء عديدة على طول العمود الفقري. وعند نقاط تقاطعهما، تتشكل مراكز الطاقة العديدة.

### وظيفة الكُندَليني
تتمثل وظيفة كُندَليني، التي تقبع ساكنة في قاعدة العمود الفقري، في الصعود على طول النخاع الشوكي الأثيري. وبصعودها هذا، تهب القدرة أو الحياة إلى المراكز المتعددة التي تتركز في مسلكها حتى تنتهي من رحلتها في الدماغ عند مستوى الغدتين الصنوبرية والنخامية، حاملة النور والحكمة إلى الإنسان. لكن هذه القدرة لا تستيقظ بذاتها على نحو طبيعي، وذلك لأن المراكز العديدة مغلفة بأجهزة مغلقة تتفتح شيئا فشيئا بعد القيام بتمارين عديدة.

## تأثيرات الكُندَليني

وصف لطريقة عمل طاقة الكُندَليني

لقد درس العديد من الباحثين الروحانيين المعاصرين وعلماء النفس المختصين في أبحاث الوعي والشخصية ظاهرة استيقاظ «الكُندَليني»، مع التركيز على نحو رئيسي على الآثار السلبية التي تحدث عندما ترتفع طاقة «الكُندَليني» فجأة وعلى نحو كبير. وفقا للباحث «بروس غريسون»، على سبيل المثال، يمكن أن يسبب هذا اضطرابات كبيرة في الأداء النفسي الذي يشبه الاضطرابات النفسية وغالبا ما يؤدي إلى التشخيص الخاطئ بالمرض الذهني. يلاحظ باحثون آخرون أنه يمكن أيضا أن يسبب مشاكل جسدية، بما في ذلك النوبات والتشنجات العصبية اللاإرادية، الشعور بالالتهابات أو الحكة، والخمول. قد يسمع الناس أصوات، ویرون ومضات من الضوء، ويمرون بتجارب نفسية.
من المثير للاهتمام، أن التعاليم الهندية التقليدية تكرس القليل جدا من الاهتمام بهذه المشاكل. في معظم الحالات، ويشيرون إلى التسرب المحتمل للطاقة، ويصفونه بأنه «حلقة من البرق، مغلفة بالنار الملتهبة» أو «الطاقة النارية» التي تطلق «شررًا مُبهِرًا». ويصف Vijnanabhairavatantra وهو نص من تعاليم التانترا، كيف يمكن أن يتسبب الاكتئاب والتعب في تراجع طاقة «الكُندَليني» عبر الشاكرات بدلا من اندفاعها للأعلى. يذكر هذا النص أيضا أنه إذا لم يتفوق ممارسو اليوغا في إحساسهم الكامل بالاندماج مع الجسم، فإنهم قد يواجهون حالات ارتعاش لا يمكن السيطرة عليها.
من المفترض أن السبب وراء عدم اكتشاف هذه النصوص لصعوبات استيقاظ «الكُندَليني» هو أن عملية الاستيقاظ وقعت في سياق التعاليم الرهبانية والروحية، تحت إشراف معلمين، مع قدر كبير من الفهم والإعداد. في ظل هذه الظروف، ربما يكون حدوث مثل هذه الصعوبات أقل احتمالا. هذا يسلط الضوء على النقطة التي أشرت إليها مسبقة «وهي الموضوع الذي سنقوم بالبحث فيه باستفاضة في الفصل العاشر»: فالاستيقاظ أكثر عرضة للزوال عندما لا يكون الشخص مستعدا له، وعندما لا يكون لديه تصور هادف له، وأيضا عندما يحدث في بيئة غير داعمة.
تستيقظ كُندَليني بعد ممارسات طويلة ومتأنية وتصعد عندئذ في القناة المركزية الدقيقة سوشومنا المتوضعة ضمن النخاع الشوكي. وما أن تسري كُندَليني في سوشومنا وتلامس المراكز حتى تتفتح هذه المراكز الازهار المكتملة التفتح وتبدأ المراكز بالدوران مع شعور بالحرارة والنمل في جسد المتأمل، وهذا ما دعا إلى تسمية هذه المراكز بالتشاكرا.
ونشدد هنا على أن مرور كُندَليني في سوشومنا ودوران مراكز الطاقة لا يتم إلا بعد تحرير القناة والمراكز من العقد التي تسدها وهذا يتطلب كما أشرنا ممارسة طويلة ومتأنية تحت إشراف المعلم، والانسان الذي تعمد إیقاظ كُندَليني قد يشبه العبث مع أفعى راقدة مما يشكل خطرا كبيرا. كما أن الاضطرابات الخطيرة التي يمكن أن تظهر لدى المتأمل خلال تفتح المراكز تعود لتفعيل بقايا الحيوات السابقة حيث يكون انبعاثها عامل خطورة واضطراب، خاصة إذا كان الإنسان غير مهيأ لها ولا يملك الوسائل التي تمكنه من دمجها في تجربة حياته المعاشة.
ونظرًا لأن ارتفاع الطاقة، وفقًا للتعاليم الكلاسيكية، ينطوي أيضًا على مخاطر، يجب أن يكون الإعداد الجيد وعملية التنظيف الداخلي حاسمة، وهذا هو السبب في أن العديد من المدارس تطور وتؤهل مركز القلب (شاكرا القلب) أولاً.

### أعراض جانبية
كأثر جانبي لكُندَليني الصاعد، يتم وصف الآثار الجسدية التي من المفترض أن تكون ناجمة عن التدفق العنيف للطاقة. وهي تشمل نوبات سخونة. الشعور بالدفء، التشنجات (اهتزاز لا إرادي، ارتعاش، إيماء مفاجئ للرأس)، ألم مزمن ومؤقت في جميع أنحاء الجسم يصعب تشخيصه، لاذع (مثل لدغة) في إصبع القدم الكبير وفي جميع أنحاء الجسم، خدر من اليدين والقدمين إلى الجسم كله، والتقلبات في الدافع الجنسي، ونوبات العاطفة (الضحك والبكاء)، ونشوة الغبطة، والصور والرؤى الداخلية.

## الكُندَليني والفيزياء

### کونداليني يوغا
تشير الكتب الشرقية إلى وجود قدرات كامنة في الإنسان وتشدد على أهمية التحقيق الروحي لهذه القدرات على اعتبار أن كل ما في الإنسان مقدس ويجب أن يخضع لفعل الروحنة. وقد اختطت كل مدرسة لنفسها طريقة عملية بهيئ المُتأمل للوصول للحالات العليا للوعي، ونجد أن عددا من هذه المدارس يلتقي على ذكر طاقة كامنة بالقرب من قاعدة النخاع الشوكي تدعى كُندَليني، وهي كلمة تعني الملتف على شكل لولبي وهو ما يرمز للحالة الجنينية غير المتفتحة.
إنَّ المبدأ الاساسي لليوغا التانترية هو إيقاظ كُندَليني التي ترمز لشاكتي الطاقة المؤنثة الملتفة على نفسها ثلاث مرات ونصف والقابعة کالأفعى عند قاعدة النخاع الشوكي. ويسعى اليوغاني في المدرسة التانترية لإيقاظ كُندَليني حتى تصعد وتتحد فوق قمة الراس مع شيفا. إنَّ اتحاد شاكتي وشيفا أي اتحاد الارضي والعلوي أو الانثوي والذكري يعني فناء التجلي المادي للطاقة، وإلغاء الثنائية واستعادة الإنسان لوحدته. ويطلق على هذه الممارسة اسم کونداليني يوغا أو لایا يوغا حيث كلمة لايا تعني التحلل أو الفناء.
إنَّ إیضاح فكرة الطاقة الكامنة يتطلب الاستعانة بالفيزياء التي تعلمنا وجود شكلين من الطاقة يرتبطان بجسم مادي: الطاقة الكامنة والطاقة الحركية. والطاقة الحركية ليست الا جُزءً من الطاقة الكلية يتعلق بحركة أو فعل المادة، أما العلاقة الكامنة فنأخذ مثالا عليها طاقة الذرة التي تفيض عندما يحدث الانشطار. وبحسب التانترا تعتبر كُندَليني شكلا من الطاقة الكونية الموجودة في كل شيء، حتى في جزيء صغير من المادة. ويشارك جزء من الطاقة الكونية في الطاقة الفاعلة على شكل طاقة حركية بينما تبقى كمية كبيرة من الطاقة على شكل طاقة كامنة ملتفة على نفسها وغير مستثرة في الجذر القاعدي الاساسي.
کونداليني الملتفة على نفسها هي المحور المركزي الذي تدور وتتحرك عليه كلية التركيبة المعقدة للجسد والوعي. وإنَّ نسبة الطاقة الفاعلة إلى الطاقة الكلية تحدد وضع وتصرف الجهاز الجسدي والنفسي وأي تبدل في الفعالية يتطلب تبدلا في هذه النسبة حتى يتسامى كل عنصر في العنصر الأدق. وهكذا، فإنَّ الغاية من الممارسة الروحية هي تصعید کونداليني من المراكز السفلى إلى المراكز العليا على طول العمود الفقري حتى تصل إلى المركز السادس فتخرج من الجسد وتتحد مع المبدأ المذكر شيفا.

## في الهاثا يوغا
القوة الثعبانية force serpentine

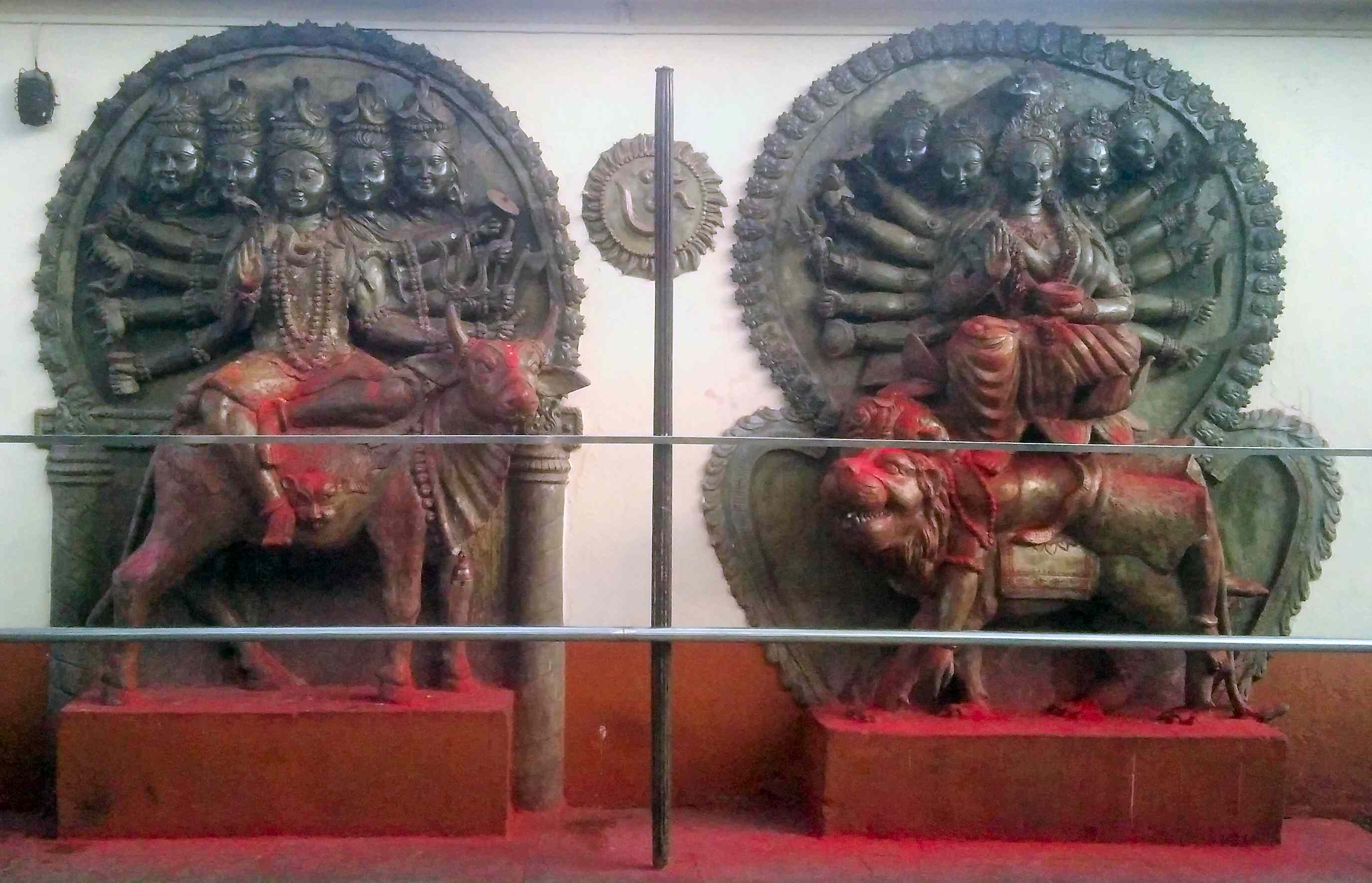
تماثيل شيفا وشاكتي في معبد كاماخيا، أحد أقدم شاكتي بيثاس، وأضرحة مهمة في الشاكتيية، التقليد الهندوسي الذي يركز على الإلهة

الغاية القصوى من عملية هاثا يوغا Hata Yoga هي ایقاظ القوة الحيوية الغافية الوسنانة عند الإنسان في قاعدة عموده الفقري في شكل حية مكورة ملفوفة حول نفسها تسمى بكوندالینی Kundalini فاذا ما أوقظت هذه الحية فانها تجبر على الصعود في مسرب ضيق من النخاع الشوکی مارة بشتى المراحل إلى أن تصل إلى قمة الدماغ فتتحد رمزيا - في زعمهم- مع سيفا Siva أحد الآلهة في الأساطير الهندية وهو زوجها وتعود الحية الأنثى بعد ذلك إلى مقرها الأول وإذا ما أصبح هذا الازدواج مستديما قارا فان المريد Yogui (اليوغي) يتحرر ويختطف عن حسه في ذهول نهائي extase finale.
وتمر الحية بست مراحل أو مراکز Chakras توجد:
أولاها في قاعدة نخاع الظهر، وثانيتها فوق الأعضاء التناسلية، وثالثتها قرب السرة، ورابعتها على مقربة من القلب، وخامستها قرب الجيد أي مقدم العنق، وسادستها بين الحاجبين،
أما السابعة فانها تقع في أعلى الدماغ ضمن طبقة خاصة.
وكل مركز يتحلى بسعف أو زهرة سدر lotus أو نیلوفر أبيض له عدة تويجات petales (أوراق الزهرة) وعددها ست عشرة في الأسفل وألف في قمة الدماغ ولكل مركز حيوانه الرمزي بحيث يستقر الإله سيفا في اسمي المراكز بين الحاجبين - ويحق أن نتساءل هنا عن الغاية التي ينتجها المريدون الهنود بأعمالهم هذه والتي يمكن أن نلخصها في ثلاثة عناصر:
- علاج خلل الروح والجسم وإیجاد حالة من السعادة الكاملة ماديا ومعنويا (ويتصل هذا العنصر بالطب عند الهنود).
- الحصول على نوة خارقة للعادة تسمى Siddhis وهي الكرامات وذلك بواسطة مراقبة الطاقات الخفية في الجسم.
- الوصول إلى الاتحاد الصوفي Union mystique أي الانصهار في ذات الحق بالحلول أو الاتحاد معها (يقارن هذا بما عرف في التصوف الإسلامي).

ويتحدث الأدب المعاصر عن ثمانية أنواع من هذه الكرامات الهندية:
- تقليص الذات إلى حجم الذرة anima
- تضخم الذات في الفضاء machima
- الخفة والارتفاع عن سطح الأرض laghima
- القدرة على الوصول إلى كل النقط الممكنة حتى إلى القمر
- سيطرة الإرادة prakamya
- القدرة على الخلق والابداع sithava
- المراقبة الذاتية والمناعة إزاء التأثيرا الخارجية vashitva
- استئصال جميع الشهوات والحاجات الجسمانية ويضيفون إلى ذلك القدرة على الاختفاء

## علم النفس
وفقًا لكارل يونغ «... لمفهوم كُندَليني استخدام واحد فقط، وهو وصف تجاربنا الخاصة مع اللاوعي ...» استخدم يونغ نظام كُندَليني بشكل رمزي كوسيلة لفهم الديناميكية الحركية بين العمليات الواعية واللاواعية.
وفقًا لشمدساني، ادعى يونغ أن رمزية اليوغا الكُندَليني تشير إلى أن الأعراض الغريبة التي قدمها المرضى في بعض الأحيان، نتجت بالفعل عن إيقاظ الكُندَليني.
ارتبط تعميم الممارسات الروحية الشرقية بالمشاكل النفسية في الغرب. يشير أدب الطب النفسي إلى أنه «منذ انتشار الممارسات الروحية الشرقية وتزايد شعبية التأمل ابتداء من الستينيات، عانى الكثير من الناس من مجموعة متنوعة من الصعوبات النفسية، إما بسبب الانخراط في ممارسة روحية مكثفة أو من تلقاء أنفسهم». من بين الصعوبات النفسية المرتبطة بالممارسة الروحية المكثفة نجد «يقظة كُندَليني»، «عملية تحويل جسدية نفسية روحية معقدة موصوفة في التقليد اليوغي». وصف الباحثون في مجالات علم النفس عبر الشخصية، ودراسات قرب الموت نمطًا معقدًا من الأعراض الحسية والحركية والعقلية والعاطفية المرتبطة بمفهوم كُندَليني، والتي تسمى أحيانًا متلازمة كُندَليني.
تسعى بعض الأبحاث التجريبية الحديثة إلى إقامة روابط بين ممارسة كُندَليني وأفكار فيلهلم رايش وأتباعه.

## وجهات نظر في كُندَليني
وفقًا لرامانا ماهارشي، فإن كُندَليني ليس سوى الجوهر. وبحسب ليليان سيلبورن: "إن إيقاظ الكُندَليني هو، بطريقة ما، إيقاظ للطاقة الكونية التي تقع، كامنة، في كل إنسان.
وترى فيفيكاناندا، إن صحوة الكُندَليني "يمكن أن تحدث لأسباب مختلفة: حب الله، نعمة الحكماء الذين وصلوا إلى الكمال، قوة إرادة الفيلسوف في التحليل. أينما يوجد بعض مظاهر ما يسمى عمومًا القوة الخارقة أو الحكمة الخارقة للطبيعة، فهو أن تيارًا ضعيفًا من الكُندَليني يجب أن يكون قد نجح في اختراق السوشومنا. ولكن في الغالبية العظمى من الحالات، خاض الناس دون علمهم تمرينًا حرر جزءًا صغيرًا من احتياطي الكُندَليني. كل العبادة الدينية تؤدي، بوعي أم لا، إلى هذه النتيجة. الرجل الذي يؤمن أن صلاته مستجابة لا يعرف أن طبيعته هي التي أنتجتها؛ إنه لا يعلم أنه من خلال السلوك العقلي للصلاة، نجح في إيقاظ جزء بسيط من هذه القوة اللامتناهية "الملتفة" فيه. وهكذا، ما يعبده الرجال، في جهلهم، تحت أسماء مختلفة، في خوف وتجارب من جميع الأنواع، هو أننا نعلن صراحة عن يوغين، القوة الحقيقية التي يتم تخزينها في كل كائن، أمُّ السعادة العالمية، إذا كنا نعرف فقط كيفية التعامل معها.

## قراءة معمَّقة
- Gopi Krishna: Kundalini – Erweckung der geistigen Kraft im Menschen, 1983, ISBN 3-502-62364-3
- Swami Satjananda Saraswati: Kundalini Tantra ISBN 978-3-928831-33-8
- Joachim Reinelt: Das große Kundalini Buch, 2006, ISBN 3-89427-315-1
- John Woodroffe: The Serpent Power, Madras: Ganesh & Co., 1978
- Wolfgang Rudra: Kundalini – Die Energie der Natur – Die Natur der Energie im Menschen, 1993, ISBN 3-9802560-1-4
- Lee Sannella: Kundalini-Erfahrungen und die neuen Wissenschaften, 1999, ISBN 3-922026-45-1
- Kiu Eckstein, Kundalini Erfahrungen, Eine Meister-Schüler Begegnung, 2008, ISBN 978-3-89427-381-1